# 42. BAFTA-gála
A 42. BAFTA-gálát 1989-ben tartották, melynek keretében a Brit film- és televíziós akadémia az 1988. év legjobb filmjeit és alkotóit díjazta.

## Díjazottak és jelöltek
(a díjazottak félkövérrel vannak jelölve)

### Legjobb film
Az utolsó császár
- Viszontlátásra, gyerekek!
- Babette lakomája
- A hal neve: Wanda

### Legjobb nem angol nyelvű film
Babette lakomája (Babettes gæstebud) • Dánia
- Viszontlátásra, gyerekek! (Au revoir, les enfants) • Franciaország/Nyugat-Németország/Olaszország
- Fekete szemek (Oci ciornie) • Olaszország/Szovjetunió
- Berlin felett az ég (Der Himmel über Berlin) • Nyugat-Németország/Franciaország

### David Lean-díj a legjobb rendezésért
Louis Malle - Viszontlátásra, gyerekek!
- Gabriel Axel - Babette lakomája
- Charles Crichton - A hal neve: Wanda
- Bernardo Bertolucci - Az utolsó császár

### Legjobb főszereplő
John Cleese - A hal neve: Wanda
- Michael Douglas - Végzetes vonzerő
- Kevin Kline - A hal neve: Wanda
- Robin Williams - Jó reggelt, Vietnam!

### Legjobb női főszereplő
Maggie Smith - Kései szenvedély
- Jamie Lee Curtis - A hal neve: Wanda
- Cher - Holdkórosok
- Stephane Audran - Babette lakomája

### Legjobb férfi mellékszereplő
Michael Palin - A hal neve: Wanda
- Peter O’Toole - Az utolsó császár
- Joss Ackland - Úri passziók
- David Suchet - A World Apart

### Legjobb női mellékszereplő
Judi Dench - Egy marék por
- Anne Archer - Végzetes vonzerő
- Maria Aitken - A hal neve: Wanda
- Olympia Dukakis - Holdkórosok

### Legjobb adaptált forgatókönyv
A lét elviselhetetlen könnyűsége - Jean-Claude Carrière, Philip Kaufman
- Babette lakomája - Gabriel Axel
- A nap birodalma - Tom Stoppard
- Roger nyúl a pácban - Jeffrey Price, Peter Seaman

### Legjobb eredeti forgatókönyv
A World Apart - Shawn Slovo
- A hal neve: Wanda - John Cleese
- Holdkórosok - John Patrick Shanley
- Viszontlátásra, gyerekek! - Louis Malle

### Legjobb operatőri munka
A nap birodalma
- Roger nyúl a pácban
- Babette lakomája
- Az utolsó császár

### Legjobb jelmez
Az utolsó császár
- A nap birodalma
- A varrónő
- Úri passziók

### Legjobb vágás
Végzetes vonzerő
- A hal neve: Wanda
- Az utolsó császár
- Roger nyúl a pácban

### Legjobb smink
Az utolsó császár
- Robotzsaru
- Egy marék por
- Beetlejuice - Kísértethistória

### Anthony Asquith-díj a legjobb filmzenének
A nap birodalma - John Williams
- Bird - Charlie Parker élete - Lennie Niehaus
- Az utolsó császár - Ryuichi Sakamoto, David Byrne, Cong Su
- Holdkórosok - Dick Hyman

### Legjobb díszlet
Tucker, az autóbolond
- Roger nyúl a pácban
- Az utolsó császár
- A nap birodalma

### Legjobb hang
A nap birodalma
- Jó reggelt, Vietnam!
- Bird - Charlie Parker élete
- Az utolsó császár

### Legjobb vizuális effektek
Roger nyúl a pácban
- Beetlejuice - Kísértethistória
- Robotzsaru
- Az utolsó császár